# Deutsche Shanghai Zeitung
Le Deutsche Shanghai Zeitung (DSZ, "Journal allemand de Shanghai") était un journal allemand qui a été publié à Shanghai. En janvier 1936 le journal a été rebaptisé Der Ostasiatischer Lloyd, pour profiter de la réputation de l'ancien Ostasiatischer Lloyd.